# Pyšma
La Pyšma è un fiume della Russia siberiana occidentale (Oblast' di Sverdlovsk e di Tjumen'), affluente di destra della Tura nel bacino dell'Ob'.
Nasce dal versante orientale degli Urali centrali, pochi chilometri a nord della città di Ekaterinburg; scorre per tutto il percorso con direzione mediamente orientale, dapprima nelle colline del pedemonte orientale uraliano e successivamente nella parte occidentale del grande bassopiano della Siberia occidentale. Sfocia nella Tura nel suo basso corso, a 97 chilometri di distanza dalla sua foce nel Tobol. Il fiume bagna, fra le altre, le città di Suchoj Log, Kamyšlov e Talica.
La portata media del fiume è di circa 34 m³/s, con valori minimi che possono scendere a 2 (all'incirca nel periodo fra la fine dell'inverno e l'inizio della primavera) e massimi (tarda primavera e principio dell'estate) che possono salire a 1.300. Il periodo di congelamento delle acque va, mediamente, dagli inizi di novembre alla fine di aprile. Tra i maggiori affluenti: Balda (lungo 68 km) e Beljakovka dalla destra idrografica, e Reft dalla sinistra.